# 豊田市立保見中学校
豊田市立保見中学校（とよたしりつ ほみちゅうがっこう）は、愛知県豊田市保見町北山にある公立中学校。通学区域に保見団地があり、外国人が多数通学している。

## 沿革
- 1947年（昭和22年） - 保見村立保見中学校として開校。
- 1955年（昭和30年） - 保見村の市町村合併により、猿投町立西部中学校となる。
- 1967年（昭和42年） - 猿投町の市町村合併により、豊田市立保見中学校となる。
- 1983年（昭和58年） - 現在の校舎に移転。

## 通学区域
以下の小学校区。
- 豊田市立伊保小学校
- 豊田市立大畑小学校
- 豊田市立西保見小学校
- 豊田市立東保見小学校

## 周辺
- 愛知環状鉄道保見駅
- 保見団地
- トヨタスポーツセンター
- 中京大学
- 豊田大谷高等学校
- ANNEX篠原
- 豊田市教職員会館
- 射保神社
- 豊田市ものづくりサポートセンター
- 国道155号
- 愛知県道54号豊田知立線
- 愛知県道58号名古屋豊田線
- 愛知県道283号加納東保見線

## 出身者
- 室伏広治 - ハンマー投選手（2004年アテネオリンピック　金メダリスト）
- 粕谷知世 - 小説家
- 室伏由佳 - 陸上選手
- 松れい子 - 歌手